# Heine Røsdal Avdal
Heine Røsdal Avdal is een Noorse danser en choreograaf die vanuit Brussel werkt.

## Opleiding
Heine Avdal studeerde dans, choreografie en video aan het Kunsthøgskolen i Oslo (Oslo College of the Arts) en aan P.A.R.T.S. (Brussel). Hij werkte voor verschillende gezelschappen in Noorwegen. 

## Samenwerking met Meg Stuart / Damaged Goods
Tussen 1997 en 2001 maakte Heine Avdal deel uit van Damaged Goods (Brussel), het dansgezelschap van de Amerikaanse choreografe Meg Stuart. Hij was er danser in Splayed Mind Out (Meg Stuart / Damaged Goods en Gary Hill, 1997), appetite (Meg Stuart / Damaged Goods en Ann Hamilton, 1998), sand table (Meg Stuart / Damaged Good en Magali Desbazeille, 2000) en Highway 101 (Meg Stuart / Damaged Goods, 2000).

## Eigen artistiek werk
Sinds 2000 creëert Heine Avdal zijn eigen producties. Hij doet dat vaak in samenwerking met Yukiko Shinozaki, een ander gewezen lid van Damaged Goods. Met zijn werk onderzoekt hij hoe conventies invloed hebben op de ervaring van en het bewegen in de publieke/private ruimte. Zijn projecten zijn vaak gaat poëtische en humoristische interventies in ongebruikelijke, semi-publieke omgevingen. Vanuit bestaande verwachtingen en opvattingen over bepaalde ruimtes gaat hij, via kleine ingrepen en verschuivingen, op zoek naar onverwachte perspectieven op een ruimte. Daarbij verkent hij ook hoe technologie wordt gebruikt of kan gebruikt worden om zowel het menselijk lichaam als de dagelijkse omgeving niet alleen op een nieuwe manier waar te nemen maar ook te begrijpen. Zijn vaakst opgevoerde producties zijn nothing's for something (Heine Avdal en Yukiko Shinozaki, 2012), Field Works-office (Heine Avdal en Yukiko Shinozaki, 2010), Field Works-hotel (Heine Avdal en Yukiko Shinozaki, 2009), you are here (Heine Avdal en Yukiko Shinozaki, 2008), Some notes are (Heine Avdal, 2006), Box with holes (Heine Avdal, 2004) en terminal (Heine Avdal, 2001).

## fieldworks
Oorspronkelijk gebeurde de creatie van Heine Avdals eigen artistiek werk onder de vleugels van deepblue, een productiestructuur die hij deelde met Yukiko Shinozaki en geluidskunstenaar Christoph De Boeck. Sinds 2012 gebeurt het vanuit fieldworks (Brussel), een organisatie die zich specifiek richt op de creatie, productie, distributie en promotie van het werk van Heine Avdal en Yukiko Shinozaki. Hun uitgebreide reeks producties toerde reeds in een uitgebreide reeks landen in Europa en Azië, maar ook in de Verenigde Staten, Cuba en Libanon.

## Samenwerking met anderen
In 2002-2003 creëerde Heine Avdal samen met Mette Edvardsen, Liv Hanne Haugen en Lawrence Malstaf ook de performance-installatie Sauna in Exile.

## Producties
Met fieldworks:
- Cast off Skin (Heine Avdal en Yukiko Shinozaki, 2000)
- terminal (Heine Avdal, 2001)
- terminal video (Heine Avdal, 2002)[3]
- Closer (Heine Avdal en Yukiko Shinozaki, 2003)
- Box with holes (Heine Avdal, 2004)
- IN_LINE (Heine Avdal, 2005)
- Some notes are (Heine Avdal, 2006)
- drop a line (Heine Avdal, 2007)
- installation you are here (Heine Avdal en Yukiko Shinozaki, 2010)
- you are here (Heine Avdal en Yukiko Shinozaki, 2008)
- Field Works-hotel (Heine Avdal en Yukiko Shinozaki, 2009)
- Field Works-office (Heine Avdal en Yukiko Shinozaki, 2010)
- Borrowed Landscape (Heine Avdal en Yukiko Shinozaki, 2011)
- nothing's for something (Heine Avdal en Yukiko Shinozaki, 2012)
- The seventh floor of the world (Heine Avdal, Yukiko Shinozaki en Sachiyo Takahashi, 2013)
- distant voices (Heine Avdal en Yukiko Shinozaki, 2014)
- as if nothing has been spinning around for something to remember (Heine Avdal en Yukiko Shinozaki, 2014)
- carry on (Heine Avdal en Yukiko Shinozaki, 2015)
- THE OTHEROOM (Heine Avdal, Yukiko Shinozaki en Rolf Wallin, 2016)
- unannounced (Heine Avdal en Yukiko Shinozaki, 2017)

Met Meg Stuart / Damaged Goods:
- Splayed Mind Out (Meg Stuart / Damaged Goods en Gary Hill, 1997)
- appetite (Meg Stuart / Damaged Goods en Ann Hamilton, 1998)
- sand table (Meg Stuart / Damaged Goods en Magali Desbazeille, 2000)
- Highway 101 (Meg Stuart / Damaged Goods, 2000)

Met anderen:
- Sauna in Exile (Heine Avdal, Mette Edvardsen, Liv Hanne Haugen en Lawrence Malstaf, 2002-2003)